# دنيس ميلاندر
دنيس ميلاندر (بالسويدية: Dennis Melander)‏ (19 يناير 1983 في السويد - ) هو لاعب كرة قدم سويدي في مركز الدفاع. شارك مع منتخب السويد تحت 21 سنة لكرة القدم. أما مع النوادي، فقد لعب مع تريليبورج ‏ ونادي تريليبورج ‏.

## وصلات خارجية
- دنيس ميلاندر على موقع اتحاد السويد (السويدية)
- دنيس ميلاندر على موقع قاعدة بيانات كرة القدم.إي يو (الإنجليزية)
- دنيس ميلاندر على موقع عالم كرة القدم.نت (الإنجليزية)